# Outside the Law (1930)
Outside the Law is een Amerikaanse misdaadfilm uit 1930 onder regie van Tod Browning. Destijds werd de film in Nederland uitgebracht onder de titel Buiten de wet.

## Verhaal
Harry O'Dell is van plan om een bankroof te plegen in het gebied van bendeleider Cobra Collins. Op de dag van de overval moet zijn mol Connie Madden de bendeleider ervan te overtuigen dat de misdaad pas een week later zal plaatsvinden.

## Rolverdeling
| Acteur             | Personage     |
| ------------------ | ------------- |
| Mary Nolan         | Connie Madden |
| Edward G. Robinson | Cobra Collins |
| Owen Moore         | Harry O'Dell  |
| Rockliffe Fellowes | Fred O'Reilly |
| Delmar Watson      | The Kid       |
| Eddie Sturgis      | Jake          |
| John George        | Humpy         |